# Puchar (naczynie)

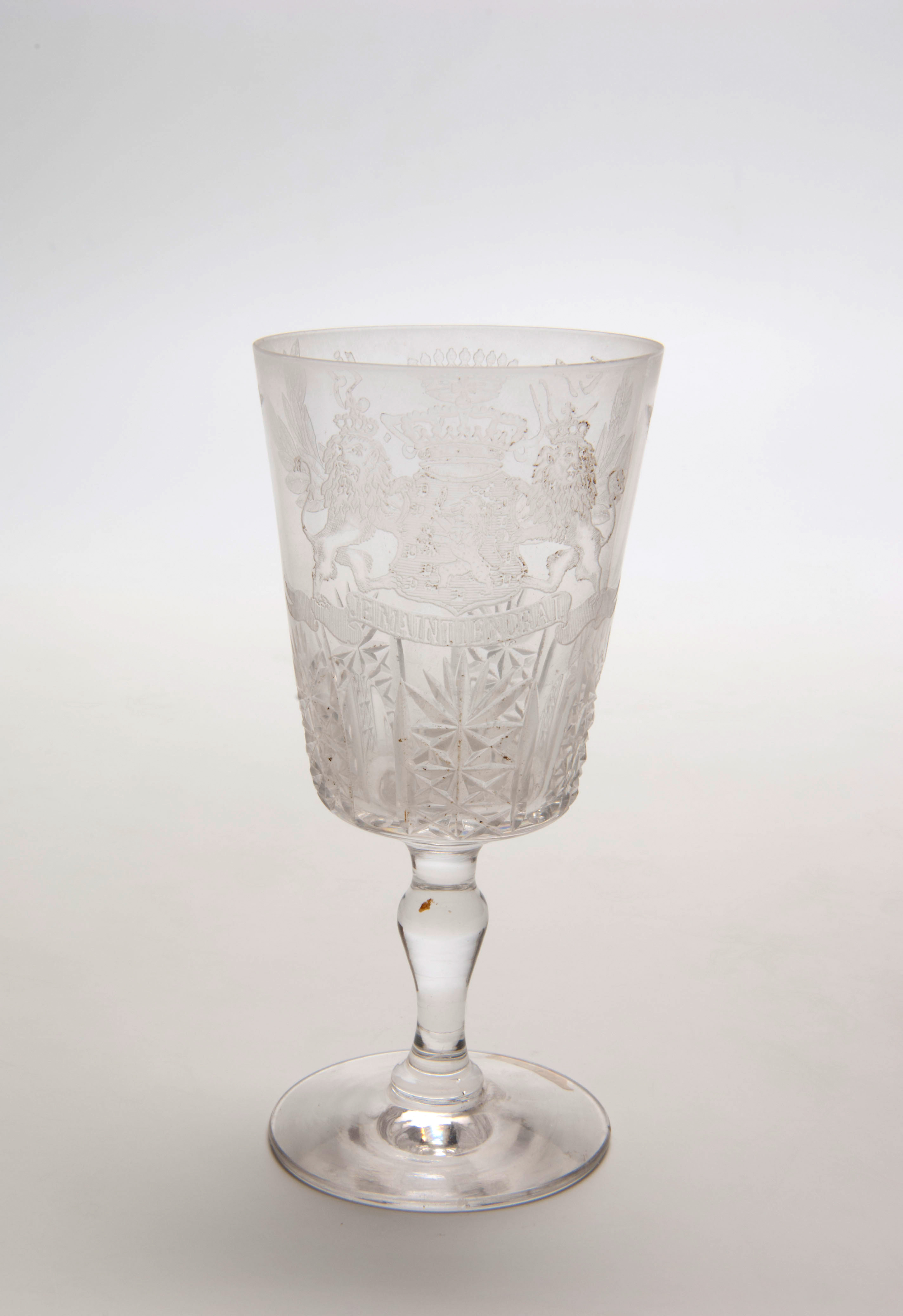
Pucharek

Puchar – naczynie, rodzaj czary z nóżką, w postaci dużego kielicha, niekiedy z grubego szkła. Naczynie służy zazwyczaj do podawania w nim lodów.
Naczynie podobne do pucharu, wykonane ze szkła lub z metalu, czasem z wygrawerowanym okolicznościowym napisem, bywa także fizycznym, symbolicznym trofeum nagrody sportowej za zwycięstwo w rywalizacji, nazywanej z tego powodu właśnie „pucharem sportowym”.

## Pisownia słowa w języku polskim
Do reformy pisowni z roku 1936 wyraz puchar zapisywany był jako „puhar” (tak jak w innych językach słowiańskich: por. czeski i słowacki pohár). Wiele osób uznało nową pisownię za bezpodstawną i sprzeczną z etymologią. Do nowej wersji nie chciał się dostosować np. prof. Hugo Steinhaus i w jego „Kalejdoskopie Matematycznym” z 1954 r. można znaleźć notę od wydawcy: „pisownia wyrazu puhar utrzymana na życzenie autora”. Nie jest jednak tak, jak by się wydawało, że do reformy ortograficznej pisano „puhar”, a po reformie nagle narzucono pisownię „puchar”. Wcześniej funkcjonowały obie formy ortograficzne. Kolejne edycje Słownika Języka Polskiego S. B. Lindego dopuszczają obie formy pisowni, również tzw. słownik wileński (1861) oraz słownik warszawski (1900–1927) sankcjonują zarówno „puhar”, jak i „puchar”. W roku 1936 po prostu zdecydowano się na wybór jednej z istniejących już form.